# كأس أوكرانيا 2016–2017
كأس أوكرانيا 2016–2017 هو الموسم السادس والعشرون من بطولة كأس أوكرانيا لكرة القدم.

## المباريات

### ربع النهائي
| ميكولايف (د.1) | 0 – 0 (ب.و.إ.) | (د.1) نادي إيليتشيفيتس ماريوبول |
| -------------- | -------------- | ------------------------------- |
|                | تقرير          |                                 |

| دنيبرو دنيبروبتروفسك (د.م) | 1 – 0 | (د.م) فورسكلا بولتافا |
| -------------------------- | ----- | --------------------- |
| Balanyuk 73'               | تقرير |                       |

| بولتافا (د.1) | مرشح أوحد(7) | (د.م) شاختار دونيتسك |
| ------------- | ------------ | -------------------- |
|               | تقرير        |                      |

| نافتوفيك-أوكرنافتا (د.1) | 0 – 1 | (د.م) دينامو كييف |
| ------------------------ | ----- | ----------------- |
|                          | تقرير | دينيس هارماش 19'  |

### نصف النهائي
| ميكولايف (د.1) | 0 – 4 | (د.م) دينامو كييف                                                |
| -------------- | ----- | ---------------------------------------------------------------- |
|                | تقرير | أندري يارمولينكو 45+1'، 81' (ضربة جزاء)، 90+1' · تاماس كادار 62' |

| شاختار دونيتسك (د.م) | 1 – 0 | (د.م) دنيبرو دنيبروبتروفسك |
| -------------------- | ----- | -------------------------- |
| تايسون 68'           | تقرير |                            |

### النهائي
| شاختار دونيتسك (د.م) | 1 – 0 | (د.م) دينامو كييف |
| -------------------- | ----- | ----------------- |
| مارلوس 81'           | تقرير |                   |